# أفلام مارف
أفلام مارف (بالإنجليزية: Marv Films)‏ هي شركة إنتاج أفلام وتلفزيونية بريطانية يديرها القطاع الخاص ، أسسها ماثيو فون وغاي ريتشي في عام 1997. ويقع المقر الرئيسي للشركة في لندن، إنجلترا. تشتهر بالصور المتحركة كعكة الطبقات، ستاردست، كيك-آس، كينغزمان: الاستخبارات السرية و كينغزمان: الدائرة الذهبية.

## وصلات خارجية
- الموقع الإلكتروني
- أفلام مارف على موقع IMDb (الإنجليزية)